# 26233 Jimbraun
26233 Jimbraun este un asteroid din centura principală de asteroizi.

## Descriere
26233 Jimbraun este un asteroid din centura principală de asteroizi. A fost descoperit pe 17 august 1998 la Socorro, New Mexico, în cadrul proiectului LINEAR. Asteroidul prezintă o orbită caracterizată de o semiaxă mare de 2,32 ua, o excentricitate de 0,07 și o înclinație de 4,3° în raport cu ecliptica.